# Лонвайлер
Лонвайлер (нем. Lohnweiler) — община в Германии, в земле Рейнланд-Пфальц. 
Входит в состав района Кузель. Подчиняется управлению Лаутереккен.  Население составляет 424 человека (на 31 декабря 2010 года). Занимает площадь 4,91 км².